# Cometaster pyrula
Cometaster pyrula là một loài bướm đêm trong họ Erebidae.